# Gary Holt (Fußballspieler)
Gary James Holt (* 9. März 1973 in Irvine) ist ein ehemaliger schottischer Fußballnationalspieler, und aktueller Fußballtrainer. In seiner Karriere als Spieler stand Holt in Schottland und England unter Vertrag. Größter Erfolg war der Gewinn des schottischen Pokals im Jahr 1997. Zwischen 2000 und 2004 lief der Mittelfeldspieler zehnmal für die schottische Nationalmannschaft auf. Nach dem Ende seiner Spielerlaufbahn arbeitet Holt als Trainer.

## Karriere

### Als Spieler
Gary Holt kam im Jahr 1993 zu Celtic Glasgow. Für die erste Mannschaft kam er jedoch nicht zum Einsatz, woraufhin er zu Stoke City wechselte. Auch dort blieb ihm ein Einsatz verwehrt. Im August 1995 kam er zum FC Kilmarnock. Dort gewann er 1997 den schottischen Pokal im Finale gegen den FC Falkirk. Im März 2001 wechselte er für eine Ablösesumme von 100.000 £ zum englischen Zweitligisten Norwich City. In Norwich wurde er 2004 Zweitligameister und stieg in die Premier League. In der 1. Liga absolvierte er 27 Spiele. Der Aufsteiger stieg direkt wieder ab, und Holt schloss sich dem Drittligisten Nottingham Forest an. Nach zwei Spielzeiten wechselte er zum Viertligisten Wycombe Wanderers. Danach stand er bei Colchester United und Lowestoft Town unter Vertrag.
Zwischen 2000 und 2004 absolvierte Holt zehn Länderspiele für die schottische Fußballnationalmannschaft, darunter drei Spiele in der WM-Qualifikation.

### Als Trainer
Im Juli 2010, wurde Holt Assistenztrainer in der Jugendakademie von Norwich City. Im April 2013 wurde er Trainer des schottischen Zweitligisten FC Falkirk. Falkirk stand zu diesem Zeitpunkt im Halbfinale des schottischen Pokals. Dieses verlor Holt mit seiner Mannschaft gegen Hibernian Edinburgh. In der folgenden Saison 2013/14 wurde Falkirk Tabellendritter in der Liga und konnte sich für die Aufstieg-Play-offs qualifizieren. Dort unterlag der Verein gegen Hamilton Academical. Im Juni 2014 wurde Holt Co-Trainer unter Neil Adams in Norwich. Danach war er unter Alex Neil tätig. Zum Ende der Saison 2015/16 wurde der Vertrag nicht verlängert. Im August 2018 übernahm er den Trainerposten beim schottischen Erstligaaufsteiger FC Livingston. Im November 2020 trat er als Trainer in Livingston zurück.

## Erfolge
als Spieler:
mit dem FC Kilmarnock:
- Schottischer Pokalsieger: 1997

mit Norwich City:
- Englischer Zweitligameister: 2004